# سفارت هند در کابل
سفارت هند در کابل مأموریت دیپلماتیک جمهوری هند در افغانستان است. سفیر فعلی رودرندرا تاندون است.
سفارت هند و کنسولگری‌هایش در افغانستان بارها هدف حمله توسط شبه نظامیان قرار گرفته‌اند.
سفارت و همچنین کنسولگری‌ها پس از هجوم طالبان در اوت ۲۰۲۱ بسته شد. طالبان ماموریت‌های دیپلماتیک هند در افغانستان را غارت کرد.

## تاریخچه
این سفارت در ژانویه ۱۹۵۰ به عنوان نتیجهٔ «پیمان پنج ساله دوستی» تأسیس شد. این پیمان ایجاد پست‌های دیپلماتیک و کنسولگری‌ها را در سرزمین‌های یکدیگر فراهم کرد.

## کنسولگری هند در افغانستان
هند همچنین دارای کنسولگری در هرات، قندهار، جلال‌آباد و مزار شریف است که همه آنها با سفارت هند در کابل در ارتباط هستند.

## حوادث بمب‌گذاری

### بمب‌گذاری ۲۰۰۸
در ۷ ژوئیه ۲۰۰۸ ساعت ۸:۳۰ به وقت محلی یک حمله تروریستی انتحاری در سفارت هند در کابل، رخ داد. این بمب‌گذاری ۵۸ نفر را کشت و ۱۴۱ نفر زخمی شدند. این بمب‌گذاری خودروی انتحاری در نزدیکی دروازه سفارت در طول ساعات صبح صورت گرفت که مقامات وارد سفارت می‌شدند.

### بمب‌گذاری ۲۰۰۹
در ۸ اکتبر ۲۰۰۹ در ۸:۳۰ به وقت محلی یک حمله انتحاری در این سفارت رخ داد. در جریان این بمب‌گذاری ۱۷ نفر کشته و ۶۳ نفر زخمی شدند.